# آلجامین استرلینگ
آلجامین استرلینگ (انگلیسی: Aljamain Sterling؛ زادهٔ ۳۱ ژوئیهٔ ۱۹۸۹) ورزشکار هنرهای رزمی ترکیبی و کشتی‌گیر اهل ایالات متحده آمریکا است. وی از سال ۲۰۱۰ میلادی تاکنون مشغول فعالیت بوده است. استرلینگ در فاصله سالهای ۲۰۲۱ تا ۲۰۲۳ برای مدت نزدیک به ۲ سال قهرمان دسته خروس‌وزن سازمان یواف‌سی بود.
او در حال حاضر در بخش پر وزن مسابقات قهرمانی مبارزه نهایی (سازمان یواف‌سی) رقابت می‌کند، جایی که او قهرمان سابق وزن پایین یواف‌سی است. استرلینگ اولین قهرمان یواف‌سی است که با سلب صلاحیت، عنوان قهرمانی را کسب کرده است. او همچنین در مسابقات قهرمانی مبارزه قفس خشم شرکت کرد، جایی که او قهرمان سابق وزن پایین Cage Fury Fighting Championship است. از ۱۵ ژوئیه ۲۰۲۵، او در رتبه‌بندی پر وزن یواف‌سی در رتبه ۷ قرار دارد.